# كريستوف وود
كريستوف وود (بالإنجليزية: Kristoff Wood)‏ هو لاعب كرة قدم باهاماسي، ولد في 12 أغسطس 1992 في باهاماس. شارك مع منتخب الباهاما لكرة القدم. أما مع النوادي، فقد لعب مع Renegades FC ‏.

## وصلات خارجية
- كريستوف وود على موقع قاعدة بيانات كرة القدم.إي يو (الإنجليزية)
- كريستوف وود على موقع ناشيونال فوتبول تيمز (الإنجليزية)
- كريستوف وود على موقع Soccerway.com (الإنجليزية)